# 1999 K리그 드래프트

## 일시
- 신인선수 선발(드래프트 실시) - 1998년 12월 2일
- 총 선발인원 - 91명

## 특징
| - 당시 드래프트에서 4순위 지명은 연고대학 우선지명이라 하여, 각 구단이 후원하는 대학의 졸업 선수를 우선 지명할 수 있게 하였다. - 대학선수 우선지명에 덧붙여 각팀 연고지역의 고교를 지원하여 졸업생에 한해 3명까지 임의지명할 수 있었다. 당시 선발된 선수는 전남 드래곤즈의 김경일이 유일했다. - 중학교 재학 선수 최초로 드래프트에 나온 정창근은 15세의 나이로 프로팀에 지명되어 많은 화제를 낳았다. 당시 안양 감독은 조광래. - 1998년 IMF 금융위기로 말미암아 실업축구팀이 잇달아 해체되는 통에 실업축구 기존 선수단 및 실업팀에 입단 예정이었던 대졸 선수들이 실업선수 추가지명으로 K리그팀에 입단하였다. |

## 지명 결과

### 지명 순서
안양 LG 치타스 → 대전 시티즌 → 천안 일화 천마 → 부천 SK → 전북 현대 다이노스 → 부산 대우 로얄즈 → 전남 드래곤즈 → 포항 스틸러스 → 울산 현대 호랑이 → 수원 삼성 블루윙즈

### 드래프트 결과
| 구단               | 1순위  | 2순위  | 3순위  | 4순위  | 5순위  | 6순위  | 7순위  | 8순위  | 9순위  | 10순위 | 번외                   |
| ------------------ | ------ | ------ | ------ | ------ | ------ | ------ | ------ | ------ | ------ | ------ | ---------------------- |
| 안양 LG 치타스     | 진순진 | 김성재 | 박정환 | 김도용 | 왕정현 | 유진오 | 정창근 | 이상우 | -      | 김기현 |                        |
| 대전 시티즌        | 성한수 | 신상우 | 임영주 | -      | 김찬중 | 오세종 | -      | -      | -      | -      |                        |
| 천안 일화 천마     | 김영철 | 권찬수 | 김우재 | 김상식 | 문삼진 | 배주익 | 양영민 | -      | 김희성 | 임동진 |                        |
| 부천 SK            | 이성재 | 안승인 | 이상훈 | 최거룩 | 이두영 | 김지운 | -      | -      | -      | -      |                        |
| 전북 현대 다이노스 | 장민석 | 오광훈 | 이수재 | 이용석 | 김동룡 | 임종훈 | -      | -      | -      | -      | 조상원                 |
| 부산 대우 로얄즈   | 박민서 | 천성권 | 양정원 | 이기부 | 최기성 | 김준석 | 장태규 | 한상수 | 전우근 | 김성준 | 기호영                 |
| 전남 드래곤즈      | 송정현 | 윤병기 | 김정겸 | 정윤길 | 박인철 | 박희완 | 구상민 | 김성경 | -      | 이형원 | 박병선, 박태원, 이영훈 |
| 포항 스틸러스      | 이동욱 | 김한욱 | 조준호 | 김세인 | 정재곤 | 김정찬 | 김종천 | 신종혁 | 김은석 | 김상훈 | 박형주, 김기훈, 오인환 |
| 울산 현대 호랑이   | 이길용 | 이성덕 | 손정탁 | 김도균 | 김원수 | 심재석 | 한종성 | 최지원 | -      | -      |                        |
| 수원 삼성 블루윙즈 | 김동현 | 박호진 | 장지현 | -      | 이재철 | 황정민 | 김기범 | 이희영 | 정성원 | 송홍섭 | 임석환, 안성호         |

- 출처

## 같이 보기
- K리그 드래프트